# Razmik Hakobyan
Razmik Hakobyan (in armeno Ռազմիկ Հակոբյան?; 9 febbraio 1996) è un calciatore armeno, attaccante dello Širak.

## Palmarès

### Competizioni nazionali
- Coppa d'Armenia: 3

P'yownik: 2013-2014, 2014-2015
Ararat: 2020-2021
- Campionato armeno: 1

P'yownik: 2014-2015
- Supercoppa d'Armenia: 2

P'yownik: 2015
Alaškert: 2018